# Newton Blossomville
Newton Blossomville est une paroisse civile et un village du Buckinghamshire, en Angleterre.